# 政岡伸洋
政岡 伸洋（まさおか のぶひろ、1964年 - ）は、日本の民俗学者、文化人類学者。東北学院大学文学部歴史学科教授。

## 来歴
1988年に佛教大学文学部史学科を卒業して引き続き同大学大学院文学研究科に進み、1991年に修士課程日本史学専攻を修了した。1994年に同博士課程日本史学専攻を満期退学した。
1995年から1997年まで専任講師待遇で大韓民国・国立済州大学校の客員教授を務める。1999年から博士論文執筆のため再度佛教大学大学院文学研究科日本史学専攻博士課程に在籍し、2000年に論文「民俗の歴史性と領域に関する研究」で佛教大学より博士（文学）の学位を取得した。
2002年から四国学院大学大学院社会学研究科社会学専攻および同大学社会学部応用社会学科助教授となり、2004年まで務める。2004年に東北学院大学文学部史学科（2005年に歴史学科に変更）助教授となる（2007年に准教授に変更）。2008年に教授に昇進した（大学院文学研究科アジア文化史専攻教授を兼ねる）。2009年から2013年まで学校法人東北学院評議員を務める。2011年には東北福祉大学兼任講師にも就いた。2015年から東北学院大学文学歴史学科長、2017年から東北学院大学アジア流域文化研究所長、2021年から東北学院大学東北文化研究所長を、それぞれ務めた（いずれも任期2年）。
学外では、2008年12月から仙台市文化財保護審議会委員、2010年8月から宮城県地域伝統文化活性化推進委員会委員、同年11月から仙台市秋保の田植踊民俗文化財調査に係る調査指導委員会委員を、それぞれ務めた。2011年11月からは、文化庁の「宮城県東日本大震災に伴う被災した民俗文化財調査」の調査員も務めた。

## 研究テーマ
大阪府和泉市の部落解放運動や韓国済州島の宗教・祭祀儀礼等を対象に、近代都市の形成を主なテーマとする。

## 受賞
1993年10月に日本民俗学会第13回日本民俗学会研究奨励賞を受賞。

## 著書

### 単著
- 『仙台の祭りを考えるための視点と方法―民俗学の立場から 』大崎八幡宮、2010年

### 編著
- 東北学院大学政岡ゼミナール・東北歴史博物館『波伝谷の民俗―宮城県南三陸沿岸の村落における暮らしの諸相』東北歴史博物館、2008年
- 『東日本大震災に伴う被災した民俗文化財調査2011年度報告集』（高倉浩樹・滝澤克彦と共編著）東北大学東北アジア研究センター、2012年

### 共著
- 『図解雑学 こんなに面白い民俗学』（八木透との共著）ナツメ社、2004年

### 論文
- CiNii>地域の暮らしと復興の課題
- CiNii>韓国済州島の宗教儀礼（特集　地域文化研究と地域博物館）
- CiNii>部落解放運動と民団の関係構築と個人的ネットワーク―大阪府和泉市の事例から―